# Жанашаруа (Алматинская область)
Жанашаруа (каз. Жаңашаруа) — село в Енбекшиказахском районе Алматинской области Казахстана. Входит в состав Асинского сельского округа. Код КАТО — 194037400.

## Население
В 1999 году население села составляло 597 человек (298 мужчин и 299 женщин). По данным переписи 2009 года, в селе проживало 628 человек (316 мужчин и 312 женщин).

## Топографические карты
- Лист карты K-44-13 Чилик. Масштаб: 1 : 100 000. Состояние местности на 1979 год. Издание 1984 г.